# مستشفى العياشي
مُستشفى العياشي هو مستشفى يقع في حي الرمل بمقاطعة المريسة في سلا.